# Товарищ песня
«Товарищ песня» — советский киноальманах 1966 года, снятый на Одесской киностудии. Состоит из трёх новелл: «Песня-пароль», «Песня о матери» и «Песня на рассвете».
Премьера состоялась 1 августа 1966 года. Фильм посмотрели 7 млн зрителей.

## Песня-пароль
Сюжет:
Лейтенант Марченко направляется в оккупированный фашистами город, чтобы передать подпольщикам кошелку со взрывателями. Благодаря песне, разведчики находят друг друга, и вскоре взлетают на воздух склады и нефтехранилище Германии.
В ролях:
- Лев Золотухин — полковник
- Геннадий Крашенинников — Марченко
- Тамара Совчи — девушка

Съёмочная группа:
- Режиссёр-постановщик: Валентин Козачков
- Операторы: Вячеслав Егоров, Валерий Шувалов

## Песня о матери
Сюжет:
В далёкой Африке лётчики Игорь и Виктор записывают на магнитофон песню о матери, а вскоре во время эпидемии Игорь умирает. В память о друге Виктор передаёт его матери записанную ими песню.
В ролях:
- Нина Алисова — мать Игоря
- Николай Федорцов — Игорь
- Владимир Костин — Виктор
- Нина Магер — Лена
- Хильберто Хоррин — доктор

Съёмочная группа:
- Режиссёр-постановщик: Юрий Романовский
- Оператор: Алексей Герасимов

## Песня на рассвете
Сюжет:
Студент Сергей посвятил своей девушке Вале сочинённую им «Песню на рассвете». Валя, тогда не поняв чувств Сергея, выходит замуж за его друга, вследствие чего тот уезжает. Спустя несколько лет, Валя часто вспоминает песню Сергея.
В ролях:
- Василий Лановой — Сергей
- Лидия Шапоренко — Валя
- Валериан Виноградов — Пётр

Съёмочная группа:
- Режиссёр-постановщик: Василий Левин
- Оператор: Вадим Костроменко